# Hans-Ulrich Lauffer
Hans-Ulrich Lauffer (* 16. Juni 1923 in Löwenberg; † 22. Mai 2007 in Berlin) war ein deutscher Schauspieler sowie Synchron- und Hörspielsprecher.

## Leben
Insbesondere über das Privatleben des 1923 in Löwenberg geborenen Hans-Ulrich Lauffer (auch Hans Ulrich Laufer) sind nur lückenhafte Informationen vorhanden. Für eine Beschäftigung an einem Theater gibt es nur zwei Nachweise. Dafür war er unermüdlich als Darsteller in Filmen für die DEFA und den Deutschen Fernsehfunk, später das Fernsehen der DDR, tätig. Ebenso aktiv war er mit über 70 Rollen als Hörspielsprecher für den Rundfunk der DDR und mit mindestens 72 Rollen als Synchronsprecher für die DEFA.
Hans-Ulrich Lauffer starb im Alter von 83 Jahren in Berlin.

## Filmografie
- 1950: Familie Benthin
- 1956: Der Teufelskreis
- 1957: Polonia-Express
- 1957: Die Hexen von Salem
- 1958: Die Elenden
- 1958: Das Lied der Matrosen
- 1958: Geschwader Fledermaus
- 1959: Fernsehpitaval: Der Fall Jakubowski (Fernsehreihe)
- 1959: Weimarer Pitaval: Der Fall Wandt (Fernsehreihe)
- 1960: Der schweigende Stern
- 1960: Trübe Wasser
- 1960: Einer von uns
- 1960: Begegnung im Zwielicht (Spotkania w mroku)
- 1960: Leute mit Flügeln
- 1960: Flucht aus der Hölle (Fernseh-Vierteiler, 1 Episode)
- 1960: Fünf Patronenhülsen
- 1961: Gewissen in Aufruhr (Fernseh-Fünfteiler,  1 Episode)
- 1961: Das Kleid
- 1962: Die schwarze Galeere
- 1963: Bonner Pitaval: Die Affäre Heyde-Sawade (Fernsehreihe)
- 1963: Tote reden nicht (Fernseh-Zweiteiler)
- 1966: Lebende Ware
- 1967: Rote Bergsteiger (Fernsehserie, 1 Episode)
- 1968: Der Mord, der nie verjährt
- 1969: Krupp und Krause (Fernseh-Fünfteiler, 1 Episode)
- 1969: Der Staatsanwalt hat das Wort: Ich brauch’ kein Kindermädchen (Fernsehreihe)
- 1970: Befreiung (Kino-Fünfteiler, 1. Teil)
- 1970: Jeder stirbt für sich allein (Fernseh-Dreiteiler, 1. Teil)
- 1971: Salut Germain (Fernsehserie, 1 Episode)
- 1971: Befreiung (Kino-Fünfteiler, 3. Teil)
- 1972: Возвращение к жизни (Woswraschtschenije k schisni)
- 1973: Polizeiruf 110: Siegquote 180 (Fernsehreihe)
- 1973: Eva und Adam (Fernseh-Vierteiler, 1 Episode)
- 1975: Polizeiruf 110: Der Mann
- 1975: Polizeiruf 110: Das letzte Wochenende
- 1976: Das unsichtbare Visier (Fernsehserie, 1 Episode)
- 1978: Scharnhorst (Fernseh-Fünfteiler, 1 Episode)
- 1978: Rentner haben niemals Zeit (Fernsehserie, 1 Episode)
- 1979: Das unsichtbare Visier (Fernsehserie, 2 Episoden)
- 1981: Mephisto
- 1981: Jockei Monika (Fernsehserie, 1 Episode)
- 1985: Polizeiruf 110: Laß mich nicht im Stich
- 1985: Geschichten übern Gartenzaun (Fernsehserie, 1 Episode)
- 1986: Polizeiruf 110: Mit List und Tücke
- 1989: Die Besteigung des Chimborazo

## Theater
- 1954: Autor unbekannt: Die Hammelkomödie vom Advokat Pathelin (Schäfer) – Regie: Willy Semmelrogge (Städtische Bühnen Erfurt)
- 1961: Günther Weisenborn: Die Illegalen – Regie: Ernst Kahler / Horst Drinda (Deutsches Theater Berlin – Kammerspiele)

## Hörspiele
- 1959: Rolf Schneider: Der König und sein Dieb – Regie: Helmut Hellstorff (Hörspiel – Rundfunk der DDR)
- 1959: Friedrich Karl Kaul / Walter Jupé: Alles beim alten – Regie: Gert Beinemann (Hörspiel – Rundfunk der DDR)
- 1961: Richard Groß: Abenteuer in Straßburg – Regie: Joachim Witte (Hörspiel – Rundfunk der DDR)
- 1961: Joachim Witte: Stunde der Angst – Regie: Joachim Witte (Hörspiel – Rundfunk der DDR)
- 1962: Hans Pfeiffer: Die haarsträubenden Abenteuer des Detektivs Dick Dickson (Millionär Mille-Mille) – Regie: Ingeborg Milster (Kinderhörspiel/Kriminalhörspiel, Teile 4 bis 6 – Rundfunk der DDR)
- 1962: Barbara Winkler: Henry Winston (Journalist) – Regie: Fritz Göhler (Kinderhörspiel – Rundfunk der DDR)
- 1963: Rolf Schneider: Die Unbewältigten – Regie: Edgar Kaufmann (Hörspiel – Rundfunk der DDR)
- 1963: Klaus Beuchler: Sprung über den Schatten – Regie: Fritz-Ernst Fechner (Hörspiel – Rundfunk der DDR)
- 1964: Rolf Schneider: Ankunft in Weilstedt (Inspektor) – Regie: Uwe Haacke (Hörspiel – Rundfunk der DDR)
- 1965: Sigmar Schollak: Untersuchung einer Katastrophe (Frannunchio) – Regie: Wolfgang Brunecker (Hörspiel – Rundfunk der DDR)
- 1965: Mirko Božić: Trommeln – Regie: Renate Thormelen (Hörspiel – Rundfunk der DDR)
- 1966: Lothar Kleine: Gott auf Hiva Oa (Erzähler) – Regie: Wolfgang Brunecker (Hörspiel – Rundfunk der DDR)
- 1966: Hans Pfeiffer: Die neuesten Abenteuer des Detektivs Dick Dickson (Millionär Mille-Mille) – Regie: Ingeborg Milster (Kinderhörspiel, Teile 1 bis 3 – Rundfunk der DDR)
- 1966: Friedrich Schiller: Maria Stuart (Graf Bellievre) – Regie: Renate Thormelen (Litera)
- 1967: Erasmus Schöfer: Denkmal Pfeiffer – Regie: Fritz-Ernst Fechner (Hörspiel – Rundfunk der DDR)
- 1968: Hans Pfeiffer: Dick Dicksons allerneueste Abenteuer (Millionär Mille-Mille) – Regie: Maritta Hübner (Kinderhörspiel, Teile 2 und 3 – Rundfunk der DDR)
- 1969: Manfred Engelhardt: Der falsche Australier – Regie: Werner Grunow (Hörspiel – Rundfunk der DDR)
- 1969: Eduard Claudius: Vom schweren Anfang – Regie: Horst Liepach (Kinderhörspiel – Rundfunk der DDR)
- 1970: Alexander Kent: Die Reise nach Petrograd – Regie: Theodor Popp (Hörspiel – Rundfunk der DDR)
- 1970: Erik Neutsch: Haut oder Hemd – Regie: Werner Grunow (Hörspiel – Rundfunk der DDR)
- 1971: Olle Mattson: Abiturfeier (Vater) – Regie: Albrecht Surkau (Kinderhörspiel – Rundfunk der DDR)
- 1971: Günter Görlich: Den Wolken ein Stück näher (Herr Mateja) – Regie: Detlef Kurzweg (Kinderhörspiel – Rundfunk der DDR)
- 1972: Wolfgang Kießling: Nicht Wolken – noch Wind (Kampf) – Regie: Maritta Hübner  (Kinderhörspiel – Rundfunk der DDR)
- 1972: Gerhard Jäckel: Das Wartehäuschen (Kollege) – Regie: Joachim Gürtner (Hörspielreihe: Neumann, zweimal klingeln – Rundfunk der DDR)
- 1973: Ulrich Waldner: Frau Lämmlein (Arzt) – Regie: Joachim Gürtner (Hörspielreihe: Neumann, zweimal klingeln – Rundfunk der DDR)
- 1973: Gotthold Gloger: Der Mann mit dem Goldhelm (Rembrandt – 36 Jahre) – Regie: Renate Thormelen (Kinderhörspiel – Rundfunk der DDR)
- 1974: Julio Mauricio: Eine gewöhnliche Entlassung (Stimme) – Regie: Edith Märtin (Hörspiel – Rundfunk der DDR)
- 1975: Lothar Kleine: Michael Gaismair oder Neun Sätze aus der Heiligen Schrift – Regie: Werner Grunow (Hörspiel – Rundfunk der DDR)
- 1977: Sándor Tatay: Tauben und Gewehre (Lehrer Sekk) – Regie: Albrecht Surkau (Kinderhörspiel – Rundfunk der DDR)
- 1979: Wolfgang Franz: Ulrike soll zum Film (Sommerlatte) – Regie: Joachim Gürtner (Hörspielreihe: Neumann, zweimal klingeln – Rundfunk der DDR)
- 1979: August Kühn: Die Urenkel (Kumpf) – Regie: Werner Grunow (Hörspiel – Rundfunk der DDR)
- 1980: Mark Twain: Der Mann, der Hadleyburg korrumpierte – Regie: Wolfgang Brunecker (Hörspiel – Rundfunk der DDR)
- 1980: Friedel Hohnbaum-Hornschuch: Der holzgeschnitzte Chinese (Sommerlatte) – Regie: Joachim Gürtner (Hörspielreihe: Neumann, zweimal klingeln – Rundfunk der DDR)
- 1982: Omar Saavedra Santis: Amapola (Amador) – Regie: Fritz Göhler (Hörspiel – Rundfunk der DDR)
- 1983: Günter Karl: Bankett für eine Zeitung – Regie: Fritz Göhler (Hörspiel – Rundfunk der DDR)
- 1983: Hans Fallada: Der Pechvogel – Regie: Manfred Täubert (Kinderhörspiel – Rundfunk der DDR)
- 1986: Erich Köhler: Sternstunde – Regie: Fritz Göhler (Hörspiel – Rundfunk der DDR)
- 1987: Reinhard Griebner: Ich gehöre aber einer anderen Richtung an (Gefängnisdirektor) – Regie: Fritz Göhler (Dokumentarhörspiel – Rundfunk der DDR)
- 1987: Georg Seidel: Leiden Christi in Preußen – Regie: Fritz Göhler (Hörspiel – Rundfunk der DDR)
- 1990: Endre Vészi: Der eine Abend und der andere (Stimme) – Regie: Peter Groeger (Hörspiel – Rundfunk der DDR)

## Synchronisation
- 1959–1964: Ian Wolfe als Schwimmer in The Twilight Zone (Fernsehserie, 1 Episode)
- 1959–1964: Friedrich von Ledebur als Bruder Christopherus in Twilight Zone – Unwahrscheinliche Geschichten (Fernsehserie, 1 Episode)
- 1959–1966: Will Wright als Großvater in Tausend Meilen Staub (Fernsehserie, Staffel 2, Episode 2)
- 1959–1964: Arthur O’Connell als Dr. Samuel Hubert in Bonanza (Fernsehserie, 1 Episode)
- 1985: Michel Piccoli als Simon Lerner in Weggehen und wiederkommen
- 1985: (1954) Eliot Makeham als US Consulate Official in Sein größter Bluff
- 1985: (1936) Howard C. Hickman als Gouverneur Burt in Blinde Wut
- 1986–1995: Tony Jay als John Bosley Hackett in Matlock (Fernsehserie, Staffel 5, Episode 13)
- 1986–1995: Richard Hurndall als Maxwell Flagg in Jim Bergerac ermittelt (Fernsehserie, Staffel 3, Episode 4)
- 1990: Sheb Wooley als Billy Ray Parker in Mord ist ihr Hobby (Fernsehserie 1984–1996, 1 Episode)
- 1996: Eugene Roche als Admiral Lewis in Einsame Entscheidung